# Crazy eights (kortspel)
Crazy eights är ett kortspel som är nära besläktat med det svenska vändåtta. Spelet går ut på att bli av med de kort man har på handen genom att spela ut kort som har samma valör eller färg som det senast utlagda. Åttorna kan spelas ut på vilket kort som helst och möjliggör byte av färg. En skillnad mot vändåtta är att en spelare som inte har något passande kort på handen måste fortsätta att dra kort från talongen ända till dess ett spelbart kort dyker upp.
I grundversionen av crazy eights är det bara åttorna som har en speciell funktion. Ett antal varianter finns, i vilka vissa valörer tilldelats olika egenskaper; till exempel kan man spela med regeln att ett utspel av en knekt gör att följande spelare i tur får stå över, eller att en tia ändrar spelets riktning.